# La Momie (jeu vidéo)
Pour les articles homonymes, voir La Momie.
La Momie est un jeu vidéo d'action-aventure développé par Asobo Studio et édité par Hip Games, sorti en 2004 sur Windows, PlayStation 2 et Game Boy Advance.
Il est adapté de la série animée du même nom.

## Accueil
- Jeux vidéo Magazine : 15/20 (GBA)[1]
- Jeuxvideo.com : 13/20 (PC/PS2)[2]